# 帕拉亚
帕拉亚（義大利語：Palaia），是意大利托斯卡纳大区比萨省的一个市镇。总面积73.53平方公里，人口4609人，人口密度62.7人/平方公里（2009年）。ISTAT代码为050024。